# العلاقات الغامبية الكيريباتية
العلاقات الغامبية الكيريباتية هي العلاقات الثنائية التي تجمع بين غامبيا وكيريباتي.

## مقارنة بين البلدين
هذه مقارنة عامة ومرجعية للدولتين:
| وجه المقارنة                                              | غامبيا       | كيريباتي                        |
| --------------------------------------------------------- | ------------ | ------------------------------- |
| المساحة (كم2)                                             | 11.30 ألف    | 811                             |
| عدد السكان (نسمة)                                         | 2.10 مليون   | 116.40 ألف                      |
| الكثافة السكانية (ن./كم²)                                 | 185.84       | 14.35 ألف                       |
| العاصمة                                                   | بانجول       | جنوب تاراوا                     |
| اللغة الرسمية                                             | لغة إنجليزية | لغة إنجليزية، اللغة الكيريباتية |
| العملة                                                    | دالاسي غامبي | دولار كريباتي، دولار أسترالي    |
| الناتج المحلي الإجمالي (بليون دولار)                      | 1.01 مليار   | 196.15 مليون                    |
| الناتج المحلي الإجمالي (تعادل القوة الشرائية) بليون دولار | 3.34 مليار   | 224.26 مليون                    |
| الناتج المحلي الإجمالي الاسمي للفرد دولار أمريكي          | 471          | 1.42 ألف                        |
| الناتج المحلي الإجمالي للفرد دولار أمريكي                 |              | 1.81 ألف                        |
| مؤشر التنمية البشرية                                      | 0.441        | 0.590                           |
| رمز المكالمات الدولي                                      | +220         | +686                            |
| رمز الإنترنت                                              | .gm          | .ki                             |
| المنطقة الزمنية                                           | 00           |                                 |

## منظمات دولية مشتركة
يشترك البلدان في عضوية مجموعة من المنظمات الدولية، منها:
| علم المنظمة | اسم المنظمة                                 | تاريخ انضمام غامبيا | تاريخ انضمام كيريباتي |
| ----------- | ------------------------------------------- | ------------------- | --------------------- |
|             | مؤسسة التنمية الدولية                       | 18 أكتوبر 1967      | 2 أكتوبر 1986         |
|             | مؤسسة التمويل الدولية                       | 19 سبتمبر 1983      | 2 أكتوبر 1986         |
|             | منظمة حظر الأسلحة الكيميائية                | ?                   | ?                     |
|             | الأمم المتحدة                               | 21 سبتمبر 1965      | 14 سبتمبر 1999        |
|             | الاتحاد الدولي للاتصالات                    | 27 مايو 1974        | 3 نوفمبر 1986         |
|             | البنك الدولي للإنشاء والتعمير               | 18 أكتوبر 1967      | 29 سبتمبر 1986        |
|             | الاتحاد البريدي العالمي                     | ?                   | ?                     |
|             | مجموعة دول أفريقيا والكاريبي والمحيط الهادئ | ?                   | ?                     |
|             | يونسكو                                      | 1 أغسطس 1973        | 24 أكتوبر 1989        |
|             | دول الكومنولث                               | 1965                | ?                     |

## وصلات خارجية
- موقع وزارة الخارجية الغامبية